# 尹安琪
尹安琪（Angel Yin，1998年10月3日—）是一名美國職業高爾夫球手，目前在美國女子職業高爾夫協會打球。

## 业余生涯
她获得了世界青年高尔夫球锦标赛7-8岁组的冠军，在2011年美国妇女的业余赛中，以12岁的年纪击败14岁选手赢得了加利福尼亚州女子业余冠军，作为奖牌的共同得主，成为最年轻的选手。并且是2012年美国女子公开赛中最年轻的选手，其亦為历史上第二年轻的選手。

## 职业生涯
尹安琪被队长选中参加2017年索尔海姆杯，她在3场比赛中取得了1.5分。

## 团队

### 业余
- 2015年代表美國參加初级索尔海姆杯（英语：Junior Solheim Cup）獲得勝利

### 专业
- 2017年代表美國參加索尔海姆杯（英语：Solheim Cup）獲得勝利

## 外部連結
- 尹安琪在LPGA巡回赛官方网站
- 尹安琪在欧洲女子巡回赛官方网站